# دراواچپلی
دراواچپلی (به مجاری:  Drávacsepely) یک منطقهٔ مسکونی در مجارستان است که در ناحیه شیکلوش واقع شده‌است.